# Bahnhof Gmünd NÖ
Der Bahnhof Gmünd NÖ ist der Bahnhof der niederösterreichischen Stadt Gmünd.
Der Bahnhof besteht aus zwei räumlich und betrieblich getrennten Bahnhofsgeländen: eines für die normalspurige Franz-Josefs-Bahn (FJB) der Österreichischen Bundesbahnen (ÖBB), eines für die in bosnischer Spurweite errichteten Waldviertler Schmalspurbahnen (760 mm) nach Groß Gerungs (Südast), Litschau und Heidenreichstein (Nordast), die von der Niederösterreichischen Verkehrsorganisationsgesellschaft (NÖVOG) übernommen worden sind und unter der Bezeichnung Waldviertelbahn betrieben werden.
Die beiden Bahnhofsgelände befinden sich auf gegenüberliegenden Seiten des Bahnhofsplatzes. Der ÖBB-Bahnhof ist Durchgangsbahnhof, der Bahnhof der Schmalspurbahn Kopfbahnhof.
Während auf der Franz-Josefs-Bahn regulärer Personen- und Güterverkehr besteht, gibt es auf den Schmalspurbahnen nur noch touristischen Wochenend- und Ferienverkehr.
Der ÖBB-Bahnhof fungiert seit Ende des Zweiten Weltkrieges als Grenzbahnhof, da er der letzte Bahnhof auf österreichischem Gebiet ist.

## Geschichte
Der Bahnhof wurde im Zuge des Baus der Franz-Josefs-Bahn zwischen Eggenburg und Gmünd in den 1860er Jahren errichtet und 1869 als Bahnhof Gmünd Stadt eröffnet. Der Hauptbahnhof von Gmünd befand sich bei der Eröffnung jenseits der Lainsitz im heutigen České Velenice. Ursprünglich endeten in diesem auch die Waldviertler Schmalspurbahnen.
Mit der Unabhängigkeit der Tschechoslowakei wurde der Bahnhof erweitert, um zukünftig Züge aus Wien dort enden zu lassen und die bis dahin in Gmünd Hauptbahnhof endenden Schmalspurbahnen nach Gmünd Stadt zu führen. Das Heizhaus und die Werkstätten verblieben vorerst jenseits der Lainsitz. Zudem mussten die Züge des Schmalspurbahn-Nordastes ein kleines Stück über tschechoslowakisches Territorium verkehren, um nach Litschau und Heidenreichstein zu gelangen.
Nach dem Zweiten Weltkrieg wurden eigene Werkstätten und ein Heizhaus in Österreich errichtet und der Bahnhof in Gmünd NÖ umbenannt. Zudem war die Tschechoslowakei bemüht, den österreichischen Binnenverkehr aus ihrem Land zu verbannen und finanzierte eine kurze Neubaustrecke, welches das Stück der Schmalspurbahn jenseits der Lainsitz ersetzte. Auf dieser konnte 1950 der Verkehr aufgenommen werden.
Am 1. Juni 1986 wurde der Personenverkehr auf den Strecken Gmünd–Litschau und Gmünd–Heidenreichstein eingestellt. Im Gegenzug wurde seitens der ÖBB versucht, den Verkehr auf dem Südast nach Groß Gerungs mit dem Einsatz zweier Schienenbusse der Baureihe 5090 attraktiver zu gestalten. Diese wurden im Einmannbetrieb eingesetzt und wiesen aufgrund des geringeren Gewichts im Vergleich zu den lokomotivbespannten Zügen bessere Beschleunigungswerte auf.
Der Bahnhof war seit der Eröffnung der Strecke Schnellzughalt der Züge Wien–Prag/Berlin/Hamburg (am bekanntesten war der Vindobona-Express). Die Degradierung des Bahnhofs zu einem Nahverkehrshalt erfolgte erst mit der Verlegung der Fernzüge auf die Nordbahn (bis auf wenige Ausnahmen) in den 1990er-Jahren. Jedoch wurden im Frühjahr 2021 Gespräche für eine Reaktivierung des Fernverkehrs wieder aufgenommen. Seit 2023 verkehrt mit dem tschechischen Zug „Silva Nortica“ Prag–Wien wieder ein internationaler Zug über Gmünd, zuerst mit einem Zugpaar unter der Woche und zwei am Wochenende, seit dem Fahrplanjahr 2024 mit täglich zwei Zugpaaren. In Tschechien verkehren die Züge als Schnellzüge (R), in Österreich als REX mit weniger Halten.
1995 wurde der Bahnhof im Zuge der Modernisierung der Franz-Josefs-Bahn, welche die Elektrifizierung zwischen Sigmundsherberg und Gmünd enthielt, umgebaut und mit erhöhten Bahnsteigen und einer Unterführung ausgestattet. Fortan mussten die wenigen internationalen Züge Richtung Budweis und Prag in Gmünd von Elektro- auf Dieseltraktion umgespannt werden.
Trotz der versuchten Attraktivierung auf der Strecke Gmünd–Groß Gerungs stellten die ÖBB sowohl den Personen- als auch den Güterverkehr mit 9. Juni 2001 ein. Die beiden Dieseltriebwagen der Baureihe 5090 wurden danach auf der Mariazellerbahn eingesetzt. Ab diesem Zeitpunkt wurde auf den Waldviertler Schmalspurbahnen ein Museumsverkehr an Wochenenden und in den Sommerferien eingerichtet, welcher bis 2010 unter der Regie der ÖBB stattfand. 2010 übernahmen die NÖVOG den Betrieb und die Streckeninfrastruktur.

## Modernisierung
NÖVOG-Bahnhof (Schmalspurbahnhof)
Der alte Schmalspurbahnhof auf dem ÖBB-Gelände wurde abgetragen, und in den Jahren 2013 und 2014 wurde 200 Meter weiter westlich von der NÖVOG eine moderne Abfahrtshalle und neue Werkstätte um 8,28 Millionen Euro neu errichtet. Die Eröffnung fand am 1. Mai 2014 statt.
Im Zuge der Errichtung des neuen Bahnhofs für die Waldviertelbahn wurden die den Bahnhofsvorplatz querenden Gleise und der beschrankte Bahnübergang entfernt (zuletzt das Normalspurgleis zur ehemaligen Schemelanlage).
ÖBB-Bahnhof
Von 2015 bis 2017 wurde der ÖBB-Bahnhof in mehreren Schritten modernisiert. Im Jahr 2015 investierten ÖBB und Land Niederösterreich zwei Millionen Euro in die Modernisierung der Unterführung und Ausstattung mit zwei Personenliften, um barrierefrei die Bahnsteige 2 und 3 erreichen zu können; ebenso wurde ein neues Blindenleitsystem und ein elektronisches Fahrgastinformationssystem am Bahnhof angebracht.
Bei einer zwischen Herbst 2016 und Sommer 2017 dauernden Komplettsanierung des Empfangsgebäudes investierten die ÖBB nochmals rund zwei Million Euro.

## Anlagen
ÖBB-Bahnhof

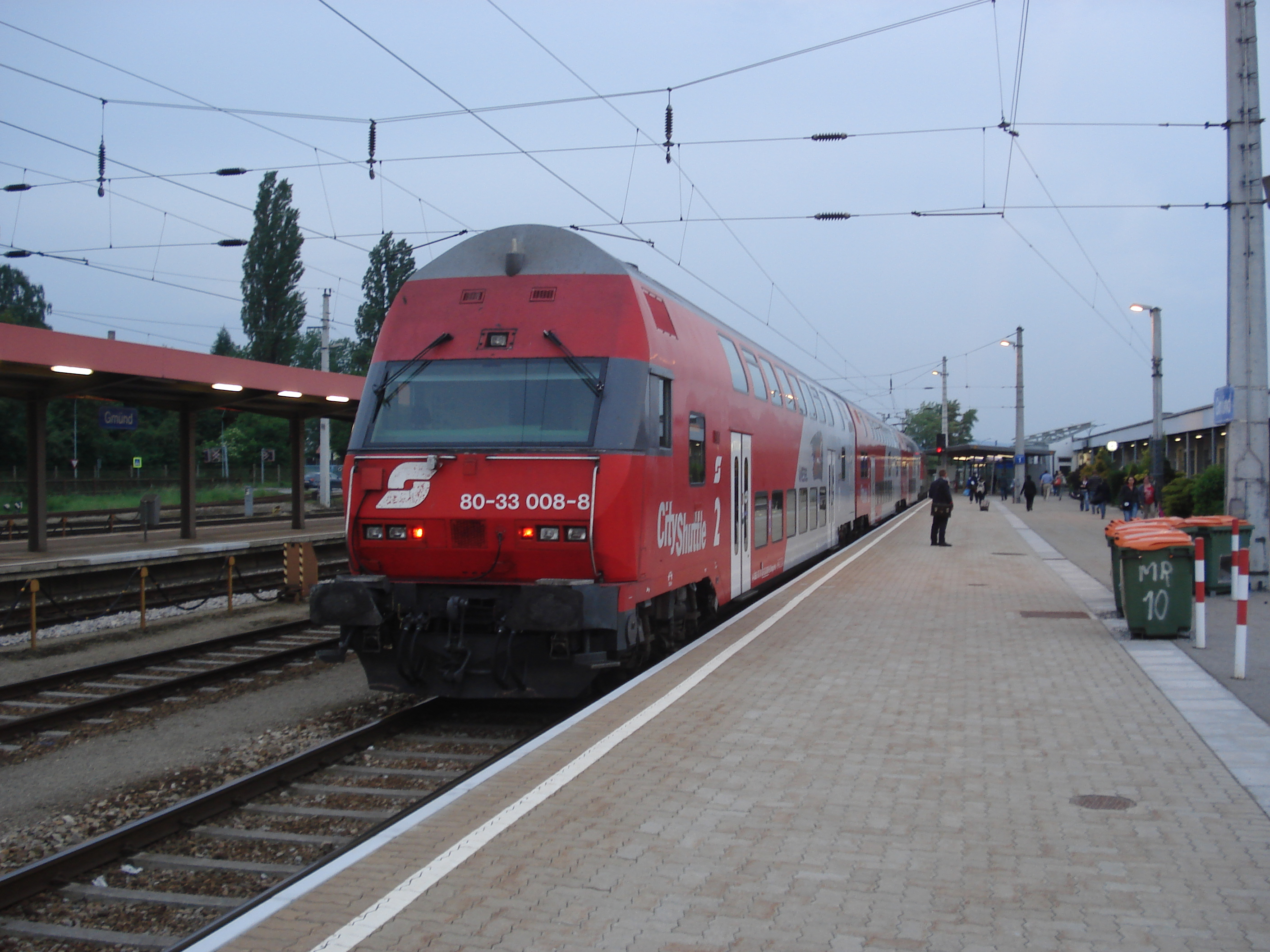
In Gmünd endender Zug auf Bahnsteig 1

Der Bahnhof verfügt über einen beheizten Warteraum mit einem Fahrkartenautomaten und Sitzmöglichkeiten sowie eine öffentliche Toilette.
In die Wartehalle war bis 23. Dezember 2020 ein Schalter integriert.
Danach konnten eine Zeit lang Fahrkarten im Gemeindeamt von Gmünd gekauft werden, mittlerweile wird der bediente Fahrkartenverkauf von einer Trafik angeboten.
Der Bahnhof hat drei Bahnsteige. Der Hausbahnsteig (Bahnsteig 1) ist durch eine Unterführung mit dem Inselbahnsteig (Bahnsteige 2 und 3) verbunden.
NÖVOG-Bahnhof (Schmalspurbahnhof)
Der Bahnhof besteht aus einem überdachten, witterungsgeschützten Bahnsteig mit zwei Gleisen und einem Bahnsteig im Freien mit einem Gleis für Dampfzüge. Der Zugang erfolgt über eine große Bahnhofshalle mit Informationsschalter und Toiletten.

## Verbindungen
Der Bahnhof wird zweistündlich von REX-Zügen mit Verstärkerzügen am Morgen und Nachmittag/Abend bedient. Dadurch entsteht ein annähernder Stundentakt in der jeweiligen Lastrichtung. Die meisten Züge enden in České Velenice.
Auf den Strecken der Waldviertler Schmalspurbahnen herrscht ausschließlich touristisch ausgelegter Saisonverkehr, welcher hauptsächlich im Sommer und an Wochenenden stattfindet.
| Linie           | Strecke                                                                                                  | Takt (min)                                | Anmerkung                             |
| --------------- | --- | ----------------------------------------- | ------------------------------------- |
| REX41           | České Velenice/Gmünd N.Ö. – Sigmundsherberg – Eggenburg – Tulln an der Donau – Wien Franz-Josefs-Bahnhof | ~120                                      | zur Hauptverkehrszeit alle 60 Minuten |
| Waldviertelbahn | Gmünd N.Ö. – Groß Gerungs/Heidenreichstein/Litschau                                                      | max. 3 Zugpaare/Tag an ausgewählten Tagen | Saisonverkehr mit Sondertarif         |